# Josephine Earp
Josephine Sarah "Sadie" Earp (nascuda Marcus; 1861 – 19 de desembre de 1944) va ser l'esposa de fet de Wyatt Earp, un famós agent de la llei i jugador del Vell Oest. Va conèixer Wyatt el 1881 a la ciutat fronterera en auge de Tombstone al Territori d'Arizona, quan vivia amb Johnny Behan, xèrif del Comtat de Cochise.
La Josephine va néixer a Nova York en una família prussiana i jueva. El seu pare era forner. Es van mudar a San Francisco, on Josephine va anar de petita a l'escola de dansa. Quan el seu pare va tenir dificultats per trobar feina, la família es va traslladar a viure amb la seva germana gran i el seu cunyat a un pis de classe treballadora. Josephine va fugir, possiblement als 14 anys, i va viatjar a Arizona, on va dir que va anar a "buscar aventures". Gran part de la seva vida, des del 1874 fins al 1882 (quan vivia al Territori d'Arizona), és incerta; es va esforçar molt per mantenir aquest període de la seva vida en privat, fins i tot amenaçant amb accions legals contra escriptors i productors de cinema. Podria haver arribat a Prescott, ja el 1874. El llibre I Married Wyatt Earp (1967), basat en un manuscrit presumptament escrit parcialment per ella, descriu esdeveniments que va presenciar a Arizona que van tenir lloc abans de 1879, any en què va afirmar en altres ocasions haver arribat per primera vegada a Tombstone. Hi ha algunes proves que va viure del 1874 al 1876 a Prescott i Tip Top, Territori d'Arizona sota el nom fals de Sadie Mansfield, que era una prostituta, abans d'emmalaltir i tornar a San Francisco. El nom Sadie Mansfield també es va registrar a Tombstone. Els investigadors han descobert que els dos noms comparteixen característiques i circumstàncies extremadament similars.
Més endavant en la seva vida, Josephine va descriure els seus primers anys a Arizona com a "un malson". El que se sap del cert és que va viatjar a Tombstone amb el nom de Josephine Marcus a l'octubre de 1880. Va escriure que va conèixer el xèrif del comtat de Cochise, Johnny Behan, quan ella tenia 17 anys i ell 33. Ell va prometre casar-s'hi i ella es va unir a ell a Tombstone. Ell se'n va desdir, però la va convèncer perquè es quedés. Behan simpatitzava amb els ramaders i certs fora de la llei, els Cowboys, que estaven en desacord amb el Marshal adjunt dels Estats Units Virgil Earp i els seus germans, Wyatt i Morgan. Josephine va deixar Behan el 1881, abans del tiroteig a l'O.K. Corral, durant el qual Wyatt i els seus germans van matar tres cowboys del comtat de Cochise. Va marxar a San Francisco el març de 1882 i aquella tardor va trobar-s'hi amb Wyatt, amb qui va romandre com la seva companya de vida durant 46 anys fins a la seva mort.
Josephine i Wyatt es van anar mudant al llarg de la seva vida, d'una ciutat en auge a una altra, fins que finalment van comprar una casa rural a Vidal, una ciutat del desert de Sonora, prop del riu Colorado, on passaven les temporades més fresques. A l'estiu es retiraven a Los Angeles, on Wyatt va establir relacions amb alguns dels primers actors cowboys, com ara William S. Hart i Tom Mix. Els fets sobre Josephine Earp i la seva relació amb Wyatt eren relativament desconeguts fins que l'historiador aficionat d'Earp, Glenn Boyer, va publicar el llibre I Married Wyatt Earp. El llibre de Boyer va ser considerat unes memòries factuals, citat per estudiosos, estudiat a les aules i utilitzat com a font per cineastes durant 32 anys. El 1998, periodistes i estudiosos van descobrir que Boyer no podia realment documentar molts dels fets que va escriure sobre el temps de Josephine a Tombstone. Alguns crítics van qualificar el llibre de frau i engany, i la Universitat d'Arizona el va retirar del seu catàleg.